# Boaedon mendesi
Boaedon mendesi — вид неотруйних змій родини Lamprophiidae. Описаний у 2021 році.

## Назва
Вид названо на честь португальського ентомолога Луїша Фернанду Маркеша Мендеша (нар. 1946), колишнього директора департаменту біології Тропічного науково-дослідного інституту у Лісабоні і який присвятив частину своєї кар'єри вивченню біорізноманіття Сан-Томе і Принсіпі.

## Розповсюдження
Ендемік острова Принсіпі у Гвінейській затоці.